# Elizabeth Jenkins
Margaret Elizabeth Jenkins (* 31. Oktober 1905 in Hitchin, Hertfordshire; † 5. September 2010 in Hampstead, London) war eine britische Schriftstellerin, Erzählerin und Biografin. Ihre Biografien über Jane Austen, Caroline Lamb, Henry Fielding und Elisabeth I. von England  brachten ihr den Ruf ein, eine der führenden Autorinnen Großbritanniens zu sein.

## Leben

### Bekanntschaft mit Virginia Woolf und literarisches Debüt
Margaret Elizabeth Jenkins, deren Vater 1904 die Caldicott-Preparatory School in Hitchin gründete, studierte nach dem Schulbesuch Englische Sprache und Geschichte am Newnham College, dem 1871 gegründeten College für Frauen der University of Cambridge, an dem Frauen zu dieser Zeit zwar Examen ablegen, aber keine akademischen Grade erwerben konnten.
Durch die Schulleiterin Pernel Strachey, Schwester des Biografen und Mitglied der Bloomsbury Group, Lytton Strachey, kam sie in Kontakt mit Edith Sitwell, Leonard Sidney und Virginia Woolf. Sie fand deren Gesellschaft zwar intellektuell ansprechend, aber rüde und unangenehm. Virginia Woolfs Beschreibung von Elizabeth Jenkins’ erstem Roman Virginia Water (1929) als „eine süße weiße Traube eines Buches“ konnte diesen Eindruck nicht auslöschen.
Trotz guter Kritiken für ihre erste Erzählung und eines Vertrages über drei weitere Bücher mit dem Verleger Victor Gollancz begann sie als Lehrerin für Englisch an der King Alfred's School in Hampstead, an der sie bis zum Ausbruch des Zweiten Weltkrieges tätig blieb. Während dieser Zeit schrieb sie zwei ihrer bewundertsten Biografien, Lady Caroline Lamb (1932) und Jane Austen (1938), ebenso wie Harriet (1934), die kühle Erzählung über das Leiden einer geistig behinderten Frau, deren Mann, ein intriganter Angestellter, sie wegen ihres Geldes geheiratet hatte.
1940 half sie bei der Gründung der Jane Austen-Gesellschaft und nahm teil an den Bemühungen zum Kauf von Chawton House, in dem Austen die letzten acht Jahre ihres Lebens verbrachte und sich heute ein Museum befindet. Während des Zweiten Weltkrieges war sie Mitarbeiterin des Assistance Board, einer Einrichtung, die jüdischen Flüchtlingen und den Opfern deutscher Luftangriffe auf London half. Später arbeitete sie im Board of Trade sowie im Informationsministerium.

### Erzählungen und Biografien nach dem Zweiten Weltkrieg
In Six Criminal Women (1949) präsentierte sie Kurzgeschichten über zwei Mörderinnen, eine Taschendiebin, eine Erpresserin und eine Heiratsschwindlerin, die zwischen dem 14. und 19. Jahrhundert lebten. Einen angenehmeren Figurenreigen zeichnete sie in Ten Fascinating Women (1955).
Besonders geschätzt wird sie wegen ihres Romans The Turtoise and the Hare (1954), der Geschichte einer bröckelnden Ehe zwischen einem Barrister und dessen verzweifelter Ehefrau, die Hilary Mantel in The Sunday Times 1993 „so fein und verlockend wie eine Schale Creme“ beschrieb und dessen Autorin „sehr gut zu wissen scheint, wie Frauen denken und wie deren Leben abläuft; was Frauen konspirieren, was sie fürchten.“
Einem breiteren Publikum wurde Elizabeth Jenkins bekannt als Autorin von psychologisch scharfsinnigen, stilsicheren geschriebenen, zugänglichen Biografien, die zumeist wichtige literarische oder historische Figuren behandelten. Allerdings beschrieb sie in Joseph Lister (1960) das Leben des englischen Arztes, der als Pionier der Sterilisation in der Medizin gilt, und in Dr. Gully's Story (1972) rekonstruierte sie eine Dreiecksbeziehung um Mord und Liebe im Viktorianischen Zeitalter.
Elizabeth the Great (1958), ihre Biografie über Elisabeth I. von England, zeigte ihr biografisches Talent am effektivsten. Obwohl sie sich auf die historischen Standardquellen berief, fügte sie ihrem Porträt eine psychologische Dimension hinzu, das andere Historiker aussparten. Der Historiker Garrett Mattingly schrieb in einer Buchkritik, dass sie „wirklich nicht viel an Krieg und Diplomatie, Politik und Finanzen interessiert ist.“ Ihre Spezialität sei nach seiner Ansicht das menschliche Herz und fügte hinzu: „Wir glauben Elizabeth Jenkins, weil sie durch fantasievolle Einsicht und instinktive Sympathie aus Figuren eines abgelegenen Historienspiels reale, lebende und dreidimensionale Charaktere in einer Erzählung macht.“
Sie tauchte in das Elisabethanische Zeitalter in Elizabeth and Leicester (1961) ein und schrieb darüber hinaus The Mystery of King Arthur (1975) und The Princess in the Tower (1978).
2004 erschienen ihre Memoiren unter dem Titel The View From Downshire Hill. Sie wurde bestattet in der Gedenkstätte des West London Crematorium (ID 58419586) im Kensal Green Cemetery.

## Werke
Novellen und Romane
- Virginia Water (1929)
- The Winters (1931)
- Portrait of an Actor (1933)
- Harriet (1934, Neuauflage 2012 durch Persephone Books)
- Doubtful Joy (1935)
- The Phoenix' Nest (1936)
- Robert and Helen (1944)
- Young Enthusiasts (1946)
- The Tortoise and the Hare (1954; Erstübersetzung von Eike Schönfeld auf Deutsch, erschienen 2025 im Suhrkamp Verlag als Die Nachbarin, ISBN 978-3-458-64487-3)
- Brightness (1963)
- Honey (1968)
- Dr Gully's Story (1972)
- A Silent Joy (1992)

Biografien
- Lady Caroline Lamb (1932)
- Jane Austen: A Biography (1936)
- Henry Fielding (1947)
- Six Criminal Women (1949)
- Ten Fascinating Women (1955)
- Elizabeth the Great (1958)
- Joseph Lister (1960)
- Elizabeth and Leicester (1961)
- The Princes in the Tower (1978)
- The Shadow and the Light (1982)

Memoiren
- The View from Downshire Hill (2004)

Kurzgeschichten
- On No Account, My Love (1955)